# Ludwig Johann Adolf von Wurmb

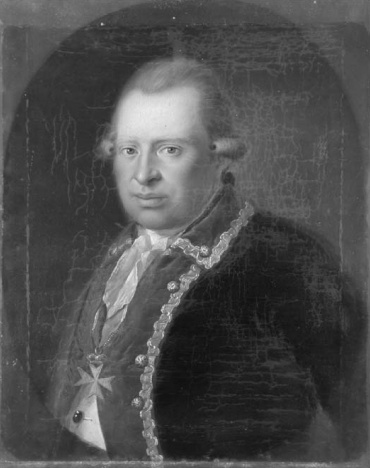
Porträt (ca. 1788)

Ludwig Johann A. von Wurmb (* 10. Mai 1736; † 5. April 1813) war ein Generalleutnant in der hessen-kasselschen Armee, Gouverneur von Kassel und Ritter des Ordens Pour la vertu militaire und des Ordens vom Goldenen Löwen. In der englischsprachigen Welt ist er bekannt für seinen Dienst auf Seiten Großbritanniens im Amerikanischen Unabhängigkeitskrieges, als Oberstleutnant der hessischen Jäger. Seine Militärkarriere erstreckte sich über 50 Jahre.

## Militärkarriere
Ludwig entstammte dem thüringischen Adelsgeschlecht der Von Wurmb. Seine Karriere begann während des Siebenjährigen Krieges im Regiment Isenburg. Er kämpfte bei Hastenbeck, Sandersburg und Lutterberg, bevor er zu den Jägern versetzt wurde. Mit diesen kämpfte er bei Bergen und wurde beim Angriff auf Lübeck 1760 verwundet. 1762 trat er dem Leibregiment bei und wurde gefangen genommen, nachdem seine Position bei Burg Ulrichstein durch zwei französische Brigaden angegriffen wurde. 1766 wurde er zum Major der Leib-Füsiliere befördert.
Im Februar 1777 wurde er zum Oberstleutnant befördert. Durch die hessisch-britischen Subsidienverträge wurde er im Rahmen des hessischen Kontingents in die Dienste George III. gestellt. Im September dieses Jahres schlug er seine erste Schlacht auf amerikanischen Boden, bei welcher er Teile der Milizen in der Schlacht von Cooch's Bridge besiegte. Nachdem Karl Emil von Donop im Oktober gefallen war, übernahm Ludwig als Oberstleutnant das Kommando über das gesamte Feldjägerkorps. Sein Korps leistete herausragende Dienste bei der Schlacht von Germantown. Ludwig wurde 1782 zum Oberst befördert, rückwirkend für 1778.
Nach dem Ende des Krieges wurden die Jäger 1784 wieder nach Kassel verlegt. Für seine Dienste in Nordamerika erhielt er den Orden Pour la vertu militaire.
1784 wurde das Jäger Korps aufgelöst und Ludwig wurde den Regiment von Knyphausen unterstellt, welches er ab 1787 kommandierte. Im folgenden Jahr übernahm er das Kommando des Leib-Grenadier Regiments. 1789 wurde er zum Generaladjutanten der Hessischen Armee ernannt.
Mit dem Ausbruch des ersten Koalitionskrieges 1792 unterstützte Wilhelm I. von Hessen-Kassel die Koalition mit Truppen, welche von Ludwig kommandiert wurden. 1794 wurde Wurmb zum Generalmajor befördert. Im Mai dieses Jahres war seine Division an der Schlacht bei Tourcoing beteiligt, bei welcher er am Bein verwundet wurde. Nach einigen weiteren Kämpfen kehrte er zurück nach Hessen und übernahm das Kommando über das Leib-Infanterie-Regiment.
1800 wurde Wurmb zum Generalleutnant befördert und wurde später auch Mitglied des Kriegsrates und Gouverneur von Kassel.
1806 erklärte Wilhelm I seine Neutralität gegen Napoleon und mobilisierte seine Kräfte unter Wurmb in Kassel. Der Kurfürst floh jedoch, worauf das französische Heer in Kassel einmarschierte. Napoleon installierte seinen Bruder Jérôme als König von Westphalen und Wurmb trat widerwillig in dessen Dienste. Nach herausragenden Diensten wurde er 1807 zum Divisions-General befördert und am 5. Februar 1810 mit dem Orden der Westfälischen Krone der Klasse Chevallier de Prèmiere Classe ausgezeichnet.

## Familie
Ludwig starb im Jahr 1813. Er heiratete nie und bekam auch keine Kinder. Seine Brüder waren ebenfalls hohe Offiziere in der hessischen Armee, er wurde der „bittere Wurmb“ genannt.
Sein Bruder Friedrich Wilhelm von Wurmb nahm ebenfalls an 16 Feldzügen teil. In den Jahren 1757 bis 1760 kämpfte er mit den Briten gegen Frankreich. Von 1776 bis 1784 kämpfte er ebenfalls in einem britischen Regiment im Amerikanischen Unabhängigkeitskrieges. 1870 erhielt er eine Beförderung zum Generalmajor. 1792 kämpfte er gegen das revolutionäre Frankreich und war an der Eroberung von Frankfurt beteiligt.